# Kašnička
Kašnička (Kassnicka) je zaniklá usedlost v Praze 6-Střešovicích, která stála v místech ulice Patočkova nad potokem Brusnice poblíž usedlosti Hubálka.

## Historie
Viniční usedlost Kašnička je východně od Andělky k roku 1840 vyznačena v mapě, indikační skice stabilního katastru, kdy území ještě podléhalo jurisdikci Strahovského kláštera. Podle analogií lze soudit, že zde byla vodní nádrž či veřejná kašna, napojená na vodovod užitkové vody pro Pražský hrad.
Začátkem 19. století koupil okolní pozemky s vinicemi podnikatel Abundus Bachofen z Echtu, který zde těžil jíl, dal postavit cihelnu Na Panenské a v usedlosti Panenská roku 1850 také zemřel.
Roku 1930 usedlost Kašnička zanikla při rozšíření cihelny.

## Kašnička na historických mapách

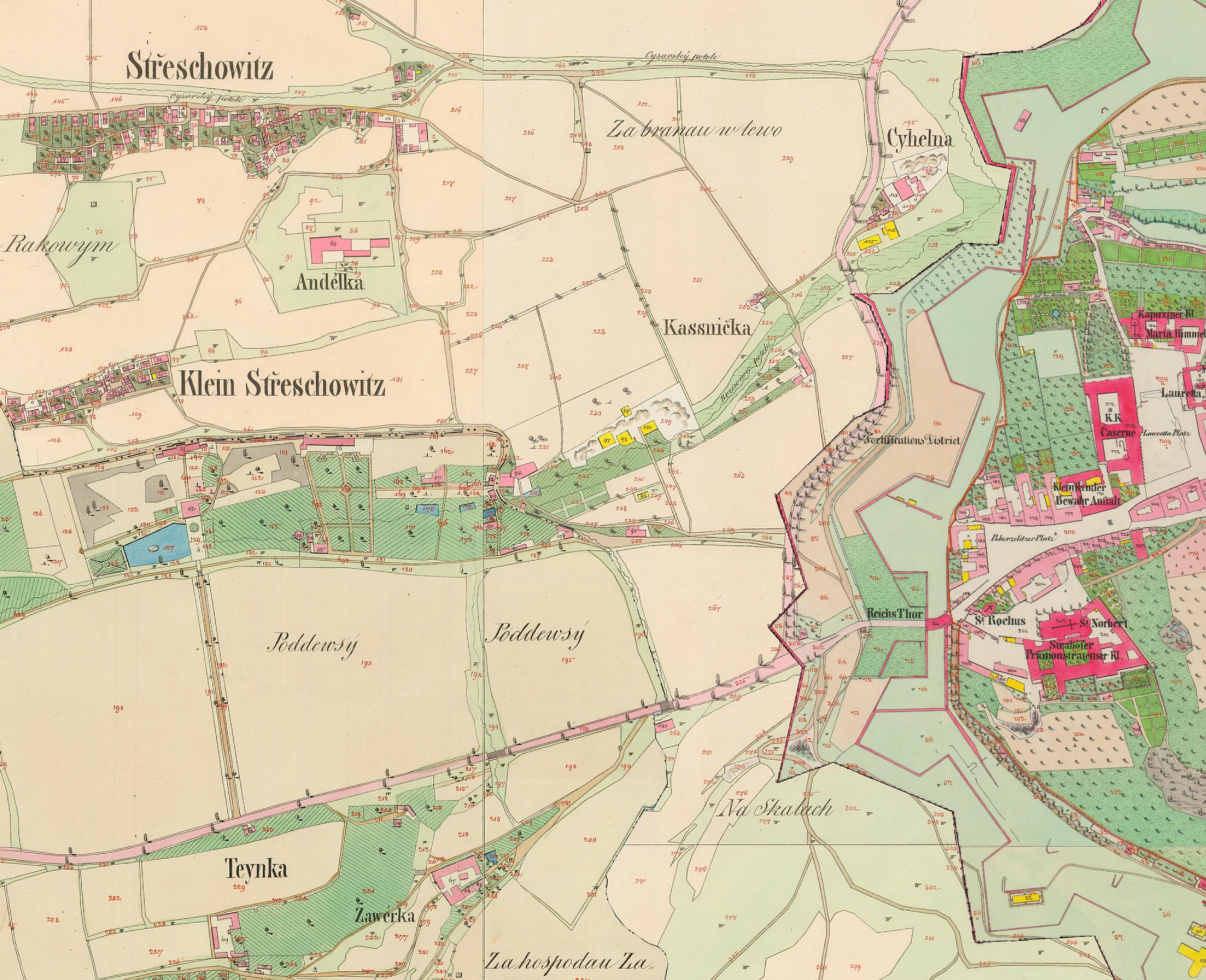
Oblast Panenské: Hubálka (čp. 102), Kassnička – Kašnička (čp. 103–104), Cyhelna je cihelna strahovského kláštera (nikoli cihelna Na Panenské, ta bude stát v místě spalných staveb s čp. 97–100 a posléze pohltí i Hubálku a Kašničku))